# Nagamangala
Nagamangala is een panchayatdorp in het district Mandya van de Indiase staat Karnataka. 

## Demografie
Volgens de Indiase volkstelling van 2001 wonen er 16.050 mensen in Nagamangala, waarvan 51% mannelijk en 49% vrouwelijk is. De plaats heeft een alfabetiseringsgraad van 71%. 